# NGC 1382
NGC 1382 je galaksija u zviježđu Kemijska peć.

## Vanjske poveznice
- SEDS: NGC 1382